# Martiago (kommunhuvudort)
Martiago är en kommunhuvudort i Spanien.   Den ligger i provinsen Provincia de Salamanca och regionen Kastilien och Leon, i den centrala delen av landet, 240 km väster om huvudstaden Madrid. Martiago ligger 812 meter över havet och antalet invånare är 361.
Terrängen runt Martiago är platt åt nordväst, men åt sydost är den kuperad.Runt Martiago är det mycket glesbefolkat, med 4 invånare per kvadratkilometer. Närmaste större samhälle är Ciudad Rodrigo, 16,6 km norr om Martiago. Omgivningarna runt Martiago är huvudsakligen savann.